# مدیر طراحی چشم‌انداز
مدیر طراحی چشم‌انداز (به انگلیسی: Landscape manager) متخصصان و کارشناسان آموزش دیده حرفه‌ای در زمینه مدیریت چشم‌انداز به منظور حفاظت و نظارت بر چشم‌اندازهای طبیعی و طراحی‌شده توانمند و با صلاحیت هستند.

## محدوده کار
مدیران چشم‌انداز، با چشم‌انداز طراحی‌شده مانند پارک‌های عمومی، باغهای خصوصی، باغ‌های گیاه‌شناسی عمومی و مراکز ورزشی و گلف کار می‌کنند. به علاوه، آن‌ها با چشم‌اندازهای طبیعی مانند پارک‌های ملی، پارک‌های طبیعی و محوطه‌های باز نیز کار می‌کنند.

## آموزش
مؤسسۀ طراحی چشم‌انداز بریتانیا یک بخش مدیریت طراحی چشم‌انداز دارد که اعضای آن خود را به عنوان معماران چشم‌انداز توصیف می‌کنند. برنامه‌هایی در سطح دوره کارشناسی وجود دارد که به صلاحیت در زمینه مدیریت چشم‌انداز و عضویت در مؤسسات حرفه‌ای و تخصصی منجر می‌شود.
در ایالات متحده، مدرک ۴ ساله کارشناسی در رابطه با دو حوزه مهم و عمده مدیریت ساخت و معماری منظر یا باغبانی ارائه می‌گردد.